# Morejské království
Království Morea (italsky Regno di Morea, benátsky Regno de Morea, řecky Βασίλειο του Μορέως) byl oficiální název Peloponésu používaný Benátskou republikou, který byl jeho zámořskou kolonií. Tato v podstatě italská kolonie Benátek v jižním Řecku existovala jen krátce v letech 1688–1715. Samotný název Morea nebyl nový, byl používán už v době Byzantské říše, následně i v Osmanské říši. Benátky získali Moreu na Osmanské říši v době šesté osmansko-benátské války (1684–1699), známé jako morejská. V době benátské nadvlády se Benátčané marně pokoušeli o upevnění svého postavení v Moreji, přiváděli na poloostrov nové osadníky, podporovali místní hospodářství i zemědělství, ale nedokázali si naklonit místní řecké obyvatelstvo. Ještě v době probíhající morejské války byl Peloponés znovudobyt Osmanskou říší. Poloostrov byl znám jako Morea ještě dlouho poté, a to až do 19. století.